# ハリー・トーマス・ディキンソン
ハリー・トーマス・ディキンソン（Harry Thomas Dickinson、1939年3月9日 - 2024年1月24日）は、イギリスの歴史家。専門は18世紀イギリス政治史。

## 経歴
イングランド・ゲーツヘッド出身。ダラム大学BA、同MA、ニューカッスル大学PhD。エジンバラ大学歴史学準教授、同大学リチャード・ロッジ歴史学教授を歴任。
アイザック・クラムニック（コーネル大学教授）は、ボリング・ブルック卿の伝記の中で、ディキンソンの編纂したものが「最も信頼できる（most reliable）」としている。また、デビッド・アーミテージ（ハーバード大学教授）は、「全ての既刊物に取って代わる（replaced all earlier accounts）」と評価している。
2024年1月24日に死去した。